# Emmy Award
Emmy Award, ofte refereret til som Emmy, er en amerikansk  tv-pris uddelt til de bedste tv-produktioner i en angiven tidsperiode og som anses for fjernsyn at være det samme som Academy Awards er for film, Grammy Awards for musik og Tony Awards for teater.
Emmy-prisen uddeles i mange forskellige kategorier inden for tv-produktion, som inkluderer underholdning, nyheder og dokumentarer og sportsprogrammer. Netop denne store spændvidde gør at priserne uddeles inden for specifikke områder, hvilket betyder at der er flere uddelingsceremonier, der bliver afholdt i løbet af året. De bedstkendte ceremonier er Primetime Emmy Awards, der hylder de mest enestående amerikanske primetime-programmer (eksklusivt sportsprogrammer), Daytime Emmy Awards, der hylder de mest enestående amerikanske programmer, der sendes i løbet af dagen og Regional Emmy Awards, som bliver præsenteret for at have sendt eminente programmer tværs over landet flere gange igennem året. 
Tre relaterede, men separate organisationer præsenterer Emmy-prisen:
- Academy of Television Arts & Sciences (ATAS) hylder de nationale primetime-underholdning, eksklusiv sportsprogrammer.
- National Academy of Television Arts & Sciences (NATAS) hylder daytime, sportsprogrammer, nyhedsprogrammer og dokumentarer, teknologi, forretning, reginale, globale mediepriser og;
- International Academy of Television Arts & Sciences hylder alle programmer produceret af og oprindeligt sendt uden for USA.

## Historie
Academy of Television Arts & Sciences (ATAS) med lokalitet i Los Angeles etablerede Emmy Award som måde at opbygge et image og public relations muligheder på. Navnet "Emmy" blev valgt efter en feminatisering af ordet "immy", et kælenavn for de tidlige kameras optagefunktioner, som blev brugt til de tidligere fjernsynsoptagekameraer. For at fuldende navn, forestiller statuetten en kvinde med vinger, der holder et atom, som "siden er blevet symbolet for TV Academys mål for at støtte og opløfte kunsten og videnskaben bag fjernsyn: Vingerne repræsenterer Kunstens muse; atomet for elektronikken bag videnskaben."
Den første Emmy Awards-uddelingen blev afholdt den 25. januar, 1949 i Hollywood Athletic Club, men kun for at hylde tv-programmer produceret og sendt i den lokale Los Angeles-område. Shirley Dinsdale er den første nogen sinde til at modtage en Emmy, og den fik hun tildelt efter hun vandt i kategorien Most Outstanding Television Personality under den første prisuddeling.
I 1950'erne udvidede ATAS Emmy-uddelingen til en national uddeling ved at tildele priser til tv-programmer fra landet over. I 1955 blev National Academy of Television Arts and Sciences (NATAS) dannet i New York som en søsterorganisation for at kunne indlemme medlemmer på den østlige amerikanske kyst. NATAS dannede også regionale afdelinger over hele USA, som hver har udviklet deres egne lokale Emmy-uddelinger for de lokale programmer.
Oprindeligt var der kun én Emmy Award-uddeling per år for at hylde nationale tv-programmer, der blev sendt i USA. Dette ændrede sig da Daytime Emmy Awards, en separat prisuddeling kun for programmer, der sendes i løbet af dagen, blev afholdt for første gang i 1974. Andre område-specifikke Emmy Awards-uddelinger fulgte snart efter. Ligeledes International Emmy Awards, der hylder tv-programmer produceret og oprindeligt sendt uden for USA, der blev dannet i de tidlige 1970'ere.
I 1977, grundet forskellige konflikter valgte ATAS og NATAS at afbryde samarbejdet. De indgik dog en aftale om at dele ejerskabet om Emmy-statuetten og varemærke, hvor hver organisation er ansvarlige for administrering af et specifik set af prisuddelingsceremonier.

## Emnespecifikke uddelinger
Emmy-priserne bliver uddelt ved mange emnespecifikke prisuddelinger, der afholdes årligt gennem hele kalenderåret, i spektret fra at hylde nationale tv-programmer til regionalt og lokalt producerede tv-programmer. Hver uddeling har sit eget udvalg af nominering- og stemmesystemer, samt forskellige regler med henhold til stemmekomiteerne. Ligeledes har de forskellige uddelinger også sit eget udvalg af kategorier, selvom det ikke er unormalt for kategorierne at have de samme navne (fx Primetime Emmy for Outstanding Drama Series og Daytime Emmy for Outstanding Drama Series).
Uanset inden for hvilket område eller emne, man vinder en Emmy, kaldes alle vindere en "Emmy-vinder".

### Primetime Emmy-priser
For at se nærmere, se Primetime Emmy Award
Primetime Emmy-priser bliver præsenteret for at hylde de bedste præstationer inden for amerikansk primetime-tv-programmer. Prisuddelingerne bliver næsten altid afholdt i midten af september, om søndagen før den officielle start på efterårets fjernsynssæson, og bliver i øjeblikket skiftevis broadcastet mellem ABC, CBS, NBC og Fox netværkerne.
Nogle kategorier går også til folkene bag tv-programmerne som fx art directorer, kostumedesignerer, filmfotografer, casting ledere og lydredigeringsfolk bliver tildelt priser ved en separat Creative Arts Emmy-uddeling, som bliver afholdt et par dage tidligere. 

### Daytime Emmy-priser
For at se nærmere, se Daytime Emmy Award
Daytime Emmy-prisuddelingen bliver næsten altid afholdt i juni, og hylder de bedste præstationer inden for amerikansk tv-programmer, der sendes i løbet af dagen. Den første Emmy-uddeling af denne slags blev uddelt ved Primetime Emmy-uddelingen i 1972, men den første separate uddeling for kun de daglige programmer blev først afholdt i 1974. 
Ligesom Primetime Emmy-priserne afholdes der også en separat Creative Arts Emmy-uddeling, som også afholdes et par dage før Daytime-uddelingen for at hylde de bedste præstationer af folkene bag de daglige tv-programmer. 

### Sports Emmy-priser
For at se nærmere, se Sports Emmy Award
Sports Emmy-uddelingen bliver præsenteret for at hylde de bedste præstationer inden for sportsprogrammer. Denne prisuddeling afholdes hvert forår, sædvanligvis i de sidste to uge af april eller første weekend i maj og bliver afholdt en mandag aften i New York City.

### Nyheder og dokumentar Emmy-priser
For at se nærmere, se News & Documentary Emmy Award
News & Documentary Emmy-uddelingen præsenterer de bedste præstationer inden for nationale nyhedsprogrammer og dokumentarer. Denne uddeling afholdes hvert efterår. 

### Teknologi og ingeniørarbejde Emmy-priser
For at se nærmere, se Technology & Engineering Emmy Award
Technology & Engineering Emmy-uddelingen hylder de bedste præstationer hos individuelle, firmaer, selskaber eller videnskabelige eller teknologiske organisationer for at have frembragt betydelige bidrag til teknologiske og ingeniørmæssige aspekter af fjernsyn. 

### Regionale Emmy-priser
Der er i alt 20 regionale afdelinger, der har lokaliteter mange steder over hele Amerika, som hver især afholder regionale Emmy-uddelinger for at hylde de bedste præstationer inden for det regionale tv-marked, inklusiv lokale nyhedsprogrammer og andre lokalt producerede programmer. Nitten af de regionale afdelinger er tilknyttet NATAS, imens ATAS, der har lokalitet i Los Angeles, varetager sig den regionale afdeling i Los Angeles-området.
De regionale Emmy'er skal hjælpe NATAS og ATAS med at hylde flere enkelt personer, der arbejder med det lokale tv gennem en regional opdeling. Ligesom de nationale prisuddelinger, har hver region sin egne strenge nominering- og stemmesystemer. Der bliver dannet komiteer, der fastlægger kravene for at kunne nomineret. Når én er blevet accepteret til at blive nomineret, skal de nominerede igennem forskellige komiteer og det er deres stemmer, der afgør de endelige nomineringer. De afgørende stemmer bliver så sammentalt af anerkendte revisionsfirmaer inden for hver region. Uanset om man vinder på et nationalt eller et regionalt niveau, er alle der modtager en Emmy "Emmy-prisvindere". 
Oprindeligt havde hver Regional Emmy Award-uddelingen fokus på at hylde enkeltpersoner inden for "lokale" nyhedsprogrammer. Disse er siden blevet udvidet til at indlemme alle lokaltproducerede tv-programmer, der ses af mindre end 50 % af landets seere. Den Regional Emmy Award-statuette er 29 cm høj med en fod med en diameter på 14 cm og en vægt på 1,4 kg, som adskiller sig fra den nationale Primetime Emmy, som er 39 cm høj med en fod med en diameter på 19 cm, og som vejer 2,5 kg. 
| Regionale afdeling                         | Stater i afdelingen                                                                   |
| ------------------------------------------ | ------------------------------------------------------------------------------------- |
| Boston / New England                       | Maine, Massachusetts, New Hampshire, Rhode Island og Vermont; det mest af Connecticut |
| Chicago / Midwest                          | Dele af Illinois, Indiana og Wisconsin                                                |
| Highlands Ranch / Heartlands               | Colorado, Nebraska, Kansas og Oklahoma; dele af Wyoming                               |
| Dallas / Lone Star                         | Texas; dele af New Mexico                                                             |
| Los Angeles (ATAS)                         | Kun Los Angeles                                                                       |
| Brecksville / Lower Great Lakes            | Dele af Indiana, Ohio og Pennsylvania                                                 |
| Southfield / Michigan                      | Michigan                                                                              |
| Arkansas / Mid-America                     | Arkansas, Iowa og Missouri; dele af Illinois og Louisiana                             |
| Delaware / Mid-Atlantic                    | Delaware; det mest af Pennsylvania; dele af New Jersey og Ohio                        |
| Nashville / Midsouth                       | North Carolina, Tennessee                                                             |
| Maryland / National Capitol/Chesapeake Bay | Maryland, Virginia og Washington, D.C.                                                |
| New York / New York                        | New York; dele af Connecticut og New Jersey                                           |
| Alaska / Northwest                         | Alaska, Idaho, Montana, Oregon og Washington                                          |
| Kentucky / Ohio Valley                     | Kentucky og West Virginia; dele af Indiana og Ohio                                    |
| San Diego / Pacific Southwest              | Det meste af det sydlige Californien; dele af Nevada                                  |
| Arizona / Rocky Mountain                   | Arizona og Utah; det meste af New Mexico og Wyoming; dele af det sydlige Californien  |
| San Francisco / Northern California        | Det nordlige Californien og Hawaii; dele af Nevada                                    |
| Atlanta / Southeast                        | Mississippi og South Carolina; det meste af Alabama og Georgia                        |
| Suncoast                                   | Florida; dele af Alabama, Louisiana og Georgia                                        |
| Minnesota / Upper Midwest                  | Minnesota, North Dakota og South Dakota; dele af Nebraska og Wisconsin                |

### Internationale Emmy-priser
International Academy of Television Arts & Sciences-uddelingen præsenterer  International Emmy Award for at hylde de bedste producerede tv-programmer, der stammer fra lande, uden for USA. Der er fjorten kategorier inden for International Emmy Awards: Arts Programming; Best Performance by an Actor; Best Performance by an Actress; Children & Young People; Comedy; Current Affairs; Documentary; Drama Series; Interactive Channel; Interactive Program; Interactive TV Service; News; Non-Scripted Entertainment; Telenovela; og TV Movie/Mini-Series.
Disse priser bliver uddelt ved International Emmy Awards Gala, der afholdes hvert år i november på Hilton Hotel, New York City. Denne galla tiltrækker over 1.200 professionelle tv-folk, som sammen hylder de præstationer inden for fjernsyn og netværk med deres kollegaer. 
De tre Interactive-kategorier bliver uddelt ved en separat uddeling under MIPTV i Cannes.

### Student Emmy-priser
High school og college-studerende kan indmelde produktioner til deres regioners afdelinger for at kunne modtage anerkendelse i kategorierne News, Arts & Entertainment, Documentary, Public Affairs/Community Service/Public Service, Sports, Technical Achievement og Writing.

### Andre Emmy-priser
- Forretnings- og finansnyhedsdækning
- Bob Hope Humanitarian Award— tildeles af Academy Board of Governors
- The Governors Award hylder præstationer af enkeltpersoner, firmaer eller organisationer, hvis arbejde enestående. Det er mest prestigefyldte pris, der tildeles af the Academy.[10]

## Danske Emmyvindere og -nominerede
| År   | Serie                 | Produceret af                                | Resultat  |
| ---- | --------------------- | -------------------------------------------- | --------- |
| 2002 | Rejseholdet           | Danmarks Radio                               | Vundet    |
| 2003 | Nikolaj og Julie      | Danmarks Radio                               | Vundet    |
| 2004 | Krøniken              | Danmarks Radio                               | Nomineret |
| 2005 | Ørnen                 | Danmarks Radio i samarbejde med NRK/RÚV/ZDF. | Vundet    |
| 2007 | Forbrydelsen          | Danmarks Radio                               | Nomineret |
| 2009 | Livvagterne           | Danmarks Radio                               | Vundet    |
| 2009 | Mille                 | Danmarks Radio                               | Nomineret |
| 2017 | Ultras sorte kageshow | Danmarks Radio                               | Vundet    |

## Danske Emmyvindere i kategorien Bedste Internationale Miniserie
- 2005 – Unge Andersen. Produceret af Danmarks Radio i samarbejde med Nordisk Film.